# Andrzej Ziemięcki
Andrzej Ziemięcki (ur. 25 sierpnia 1881 w Węglewicach, zm. 29 stycznia 1963 w Warszawie) – polski dyplomata, pisarz literatury fantastyczno naukowej, dziennikarz.

## Życiorys
Po ukończeniu studiów filozoficznych na Uniwersytecie Jagiellońskim podjął pracę jako asystent prof. Jana Łosia (1906-1909). Na dalsze studia wyjechał w 1914 roku do Wiednia. Po upływie dwóch lat wrócił do Krakowa i zatrudnił się w firmie rolniczo-handlowej „Pług”, a od 1918 roku pracował w Banku Handlowym. W następnym roku przeszedł do Ministerstwa Spraw Zagranicznych i został wicekonsulem placówki w Bukareszcie. 
Od 1906 roku rozpoczął działalność publicystyczną, a w późniejszych latach poświęcił się dziennikarstwu gospodarczemu pisząc felietony w „Gazecie Handlowej” i kolejno w tygodnikach „Odnowa” i „Zwrot”. W czasie II wojny światowej zajmował się kolportażem. Po wojnie przez rok był zatrudniony jako redaktor w Wydziale terenowym Polskiej Agencji Prasowej. W pierwszej, wydanej po II wojnie światowej, w 1947 roku powieści fantastycznej pod tytułem Schron na Placu Zamkowym. Powieść o Warszawie z 1980 roku przedstawił swoją oryginalną wizję przyszłości.
Jego żoną była prof. Jadwiga Marszewska-Ziemięcka, ślub wzięli w 1919 r.